# Passé décomposé (The Walking Dead)
Pour les articles homonymes, voir Passé décomposé.
Passé décomposé est le pilote de la série télévisée The Walking Dead, classée dans le genre horreur post-apocalyptique. L'épisode a d'abord été diffusé sur AMC le 31 octobre 2010, et a été écrit et réalisé par Frank Darabont. Cet épisode a reçu une audience de 5,35 millions de téléspectateurs (aux États-Unis), un record pour le lancement d'une série.

## Intrigue
L'épisode s'ouvre In medias res alors que l'ancien adjoint du shérif Rick Grimes ( Andrew Lincoln ) récupère de l'essence et des fournitures dans un dépanneur abandonné de la Géorgie rurale sur une autoroute déserte. Il repère une petite fille (Addy Miller), mais elle s'avère être un rôdeur. Quand elle charge vers lui, Rick lui tire une balle dans la tête.
Revenant à plusieurs semaines auparavant, Rick est gravement blessé alors qu'il pourchasse des criminels aux côtés de son partenaire et ami d'enfance Shane Walsh ( Jon Bernthal ) alors qu'il reçoit une balle dans l'épaule le faisant tomber dans le coma . Hospitalisé à la suite de sa blessure, Rick vit une série de rencontres oniriques avec ses amis et sa famille alors qu'il languit dans le coma.
Lorsqu'il reprend connaissance, il trouve l'hôpital abandonné et horriblement saccagé ; les murs aspergés de sang, du matériel détruit partout et des cadavres jonchant le couloir. Il passe devant un ensemble de doubles portes sécurisées par de lourdes chaînes et peintes à la bombe avec l'avertissement inquiétant "Don't Open Dead Inside". De l'autre côté des portes sécurisées, Rick entend un grognement tandis qu'une menace inconnue pousse contre les portes verrouillées. Dehors, il trouve des dizaines de cadavres - certains couverts de sacs mortuaires de fortune, d'autres éparpillés au hasard. Alors qu'il rentre chez lui, il voit une femme zombifiée traîner son corps sans jambes vers lui. Il l'ignore et rentre chez lui, découvrant que sa famille a fui depuis longtemps. Rick rencontre Morgan Jones (Lennie James) et son fils Duane (Adrian Kali Turner), et ils expliquent l' apocalypse zombie qui s'est produite alors que Rick était dans le coma. Morgan avertit que le seul moyen d'arrêter les zombies est de détruire le cerveau et prévient que les zombies sont attirés par le bruit. Rick décide de se rendre à Atlanta où un camp de réfugiés existerait, même si Morgan préférerait rester. Rick, Morgan et Duane se rendent au siège du département du shérif où Rick a été affecté et prennent des armes, des radios, des munitions et une voiture de patrouille. Là-bas, Rick rencontre un ancien collègue zombifié, à qui il tire une balle dans la tête. Rick partage la réserve d'armes et de fournitures du poste de police avec Morgan et promet de rester en contact avec un talkie-walkie. Morgan et Duane rentrent chez eux, et Morgan, armé d'un fusil de sniper du quartier général du shérif et perché dans une fenêtre du deuxième étage, tire sur les zombies errant dans la rue devant leur maison. Alors que Duane est assis nerveusement en bas - ne sachant pas pourquoi Morgan tire par la fenêtre, il devient clair que Morgan essaie d'attirer sa femme - maintenant un zombie. Lorsqu'elle arrive, attirée par le bruit des coups de feu, Morgan voit sa tête en vue, mais il est incapable de lui tirer dessus.
En sortant de la ville, Rick s'arrête près du zombie sans jambes. Il s'excuse pour ce qui lui est arrivé et lui tire dessus. Lorsqu'il envoie un message radio à Morgan le lendemain, son signal est capté par un camp de survivants où Shane, la femme de Rick, Lori (Sarah Wayne Callies), et son fils Carl (Chandler Riggs) sont en sécurité. Ignorant que c'est Rick sur l'autre ligne, ils perdent le signal radio avant de pouvoir l'avertir des dangers à Atlanta. Shane et Lori s'embrassent brièvement avant que Carl ne l'interrompe. Lori rassure Carl qu'elle restera avec lui. Plus tard, il est contraint d'abandonner sa voiture lorsqu'il tombe en panne d'essence. Il trouve une ferme à proximité où les propriétaires de la maison sont retrouvés morts, il prend leur cheval et continue le reste du chemin à cheval.
Dans la ville apparemment vide, Rick suit un hélicoptère qui survole une horde de zombies. Ils l'attaquent lui et son cheval, tuant son cheval et le forçant à laisser tomber son sac d'armes et à ramper sous un char , et alors qu'ils le suivent dessous, Rick envisage de se suicider une fraction de seconde avant de remarquer une trappe pour se mettre à l'abri dans le véhicule. Après avoir tiré sur un marcheur à l'intérieur, il entend une voix de la radio du char lui demander sarcastiquement s'il est à l'aise, avant que la scène ne se termine avec une vue plongeante d'Atlanta envahie par les marcheurs.

## Production
Étant donné que j'ai toujours eu "le gène de l'amour des zombies", je l'ai bien sûr saisi, l'ai ramené à la maison et l'ai lu, et j'ai immédiatement commencé à en rechercher les droits. Je pensais que ça ferait une super émission de télévision. J'ai adoré l'idée d'une présentation dramatique prolongée, continue et sérialisée se déroulant dans l'apocalypse zombie .
Robert Kirkman a affirmé qu'il avait envisagé l'idée d'une série télévisée, mais qu'il ne l'avait jamais activement poursuivie. Lorsque Frank Darabont s'est intéressé, Kirkman l'a qualifié d '"extrêmement flatteur" et a poursuivi en disant qu '"il se soucie définitivement du matériel source original, et vous pouvez le dire dans la façon dont il l'adapte." Dans son interview, Kirkman s'est exclamé que c'était "une validation extrême du travail", et a poursuivi en exprimant que "jamais dans un million d'années [il] n'aurait pu penser que si Walking Dead devait être adapté, tout irait comme ça ". bien." 
The Walking Dead reprend des éléments du film d'horreur La Nuit des morts-vivants (1968) de George A. Romero. Darabont a admis être devenu fan du film à l'âge de quatorze ans. Il a insisté sur le fait que le film avait une "ambiance bizarre", le comparant à celui de la pornographie . Il a poursuivi : "Il avait ce tirage merveilleusement attrayant et peu recommandable [...] Je l'ai adoré immédiatement." Darabont se souvient être entré dans un magasin de bandes dessinées à Burbank, en Californie, et avoir vu The Walking Dead sur une étagère en 2005.
Frank Darabont a décrit le processus de développement de la série et de sa mise en place sur un réseau comme "quatre ans de frustration". Il a d'abord initié un accord avec NBC pour détenir les droits d' auteur de The Walking Dead , mais a ensuite été refusé. "Ils étaient très excités à l'idée de faire une émission de zombies jusqu'à ce que je leur tende un script de zombies où les zombies faisaient réellement de la merde de zombies", a-t-il déclaré. Darabont a crédité Gale Anne Hurd enfin obtenir la série sur AMC. "Gale a énormément contribué à le relancer à un point où il avait l'impression qu'il languissait", a-t-il affirmé. "J'ai été refusé suffisamment de fois, ce qui n'est pas une réflexion sur le matériel, mais peu importe ce que vous essayez de vendre à Hollywood, vous êtes Willy Loman et c'est Death of a Salesman . Vous êtes là-bas en train d'essayer de vendre de la merde dont personne ne veut. Même si c'est de la bonne merde.
Hurd a rappelé qu'elle avait déjà entendu parler de la bande dessinée et, en la lisant, a estimé que ce serait formidable pour le cinéma. Elle a déclaré : « Quand j'ai lu le livre pour la première fois, j'ai pensé : « Ce serait un excellent film », et je me trompais. C'est une bien meilleure série télévisée. Avance rapide, je savais que Frank l'avait initialement développé. pour NBC, ce qui m'a semblé être un couple étrange pour cela. Puis j'ai entendu dire que ça n'allait pas de l'avant sur NBC, alors j'ai parlé à Frank. Le 20 janvier 2010, AMC a officiellement annoncé qu'il avait commandé un pilote avec Darabont et Hurd agissant en tant que producteurs exécutifs; le premier a écrit le scénario et réalisé l'épisode. La série entière a été précommandée en fonction de la force du matériel source, des scripts télévisés et de l'implication de Darabont.

## Réaction critique
L'épisode a attiré 5,35 millions de téléspectateurs, ce qui en fait la première de la série la plus regardée de l'histoire d'AMC. Il a recueilli une note de 2,7 dans la tranche démographique de 18 à 49 ans, se traduisant par 3,6 millions de téléspectateurs selon les notes de Nielsen. Il a ensuite atteint la note la plus élevée parmi les 18 à 49 ans parmi les programmes de télévision par câble cette année-là. À la suite de deux présentations de rappel, le nombre total de téléspectateurs a atteint 8,1 millions. "Days Gone Bye" est devenu la télédiffusion par câble la mieux notée de tous les temps, atteignant des nombres nettement plus élevés que les prédécesseurs Swamp People et Ice Road Truckers sur History Channel. 
Il a attiré 2,1 millions de téléspectateurs parmi les 18-34 ans et 3,1 millions parmi les 25-54 ans. Il est devenu le programme câblé non sportif le mieux noté de la semaine, ainsi que le troisième programme global le mieux noté de la semaine datée du 30 octobre; "Days Gone Bye" a été surclassé par un match entre les Miami Heat et les Boston Celtics dans le cadre de la saison NBA 2010-11 et un match entre les New York Giants et les Dallas Cowboys dans le cadre de la saison 2010 de la NFL . C'est le troisième épisode le plus regardé de la première saison de The Walking Dead , avec moins de " Wildfire" (5,56 millions), et " TS-19 " (5,97 millions). "Days Gone Bye" a recueilli l'audience totale la plus élevée pour une première de saison de tous les programmes câblés jusqu'à la diffusion de son successeur, «What Lies Ahead», qui a attiré 7,3 millions de téléspectateurs.
"Days Gone Bye" a obtenu un succès similaire sur les marchés européens. Il a fait ses débuts dans 120 pays en 33 langues. Au Royaume-Uni, l'épisode a attiré 579 000 téléspectateurs, dont environ 315 000 parmi les 18 à 49 ans. Il est devenu l'émission télévisée FX la plus regardée de la semaine du 5 novembre. La première terrestre (y compris l'Irlande et l'Écosse) a été diffusée sur Channel 5 le 10 avril 2011, rassemblant 1,5 million de téléspectateurs. En Italie, "Days Gone Bye" est devenu la télédiffusion la mieux notée de la nuit sur la télévision payante, livrant 360 000 spectateurs. En Espagne, l'épisode pilote a atteint une part de marché de 10,2 % sur le marché de la télévision parmi les programmes de télévision payante, obtenant finalement 105 000 téléspectateurs. Il est devenu la première de la série la mieux notée sur Fox cette année-là. 
L'épisode s'est bien comporté sur les marchés asiatiques. En Corée du Sud, "Days Gone Bye" a attiré 57 000 spectateurs, devenant par la suite l'émission la mieux notée sur Fox cette année-là. En Asie du Sud-Est , le nombre total de téléspectateurs a atteint 380 000, battant tous les programmes de télévision occidentaux. "Days Gone Bye" a vu ses chiffres les plus forts à Singapour et aux Philippines, où ses notes ont dépassé la moyenne de la tranche horaire de 425% et 1 700%, respectivement. 
"Days Gone Bye" a obtenu des notes substantielles dans la tranche démographique des 18 à 49 ans dans plusieurs pays d'Amérique latine. En Argentine, l'épisode pilote a atteint une note de 3,5 dans la tranche démographique de 18 à 49 ans, surpassant ainsi la moyenne des tranches horaires de 341% et devenant le programme le mieux noté de sa tranche horaire sur la télévision payante. Il a acquis une note de 2,1 en Colombie et au Pérou, où il a dépassé les moyennes des créneaux horaires de 176 % et 970 %, respectivement. Il est devenu le programme le mieux noté dans son créneau horaire sur la télévision payante dans les deux pays. "Days Gone Bye" a obtenu une note de 1,2 dans la tranche démographique de 18 à 49 ans au Venezuela, devenant ainsi le programme télévisé le mieux noté de la journée sur la télévision payante.